# Dolores García Echevarrieta
Dolores García Echevarrieta, también conocida como «Lola», «Carlota García», «Charlotte Jeantet», «Clara Díez» y «Clara Olaso» (Bilbao, 28 de agosto de 1901 - París, 31 de enero de 1954) fue una militante comunista que operó en la clandestinidad con numerosos alias. Trabajó para la embajada chilena en París, desde donde ayudó a emigrar a miles de exiliados republicanos. Fue  detenida y deportada a campos de concentración junto a su pareja, el valenciano Joaquín Olaso. Lola y otras compañeras protagonizaron la primera huelga de Mauthausen. García y Olaso murieron en su domicilio, nueve años después de su liberación, debido a una sospechosa fuga de gas.

## Biografía
Dependiendo de la identidad con la que ha sido identificada se le han atribuido diferentes años y lugares de nacimiento. El informe encargado por el Instituto para la Memoria de Gobierno Vasco, Instituto Gogora, se menciona una deportada llamada Carlota García nacida en el Valle de Trápaga el 8 de enero de 1899.Sin embargo, bajo la identidad de Charlotte Jeantet habría nacido en esa misma fecha, pero en Bayona.
Dolores nació en Bilbao, en la calle Hernani nº12, en el seno de una familia migrante, fue hija de Enrique García-Cabrero González, un zapatero anarquista natural de Béjar, y de María de los Dolores Echevarrieta Díez, originaria de Calahorra. La familia se trasladó a Madrid y después a París, debido a la ilegalización de los sindicatos anarquistas y la persecución de sus miembros y seguidores.Lola creció influenciada por ideas libertarias, ya que su casa era frecuentada por comunistas y otros idealistas exiliados por la dictadura de Primo de Rivera como Gabriel León Trilla, Julián Gómez «Gorkin» y Joaquín Olaso Piera, miembro fundador de la federación levantina del Partido Comunista, quien sería su pareja.
Joaquín y Dolores vivían juntos cuando este fue expulsado de Francia el 21 de abril de 1925, entonces la pareja se trasladó a Carcaixent y más tarde a Barcelona. Joaquín, miembro de la Federación Comunista de Cataluña y Baleares (FCCB) y del Bloque Obrero y Campesino (BOC), fue dirigente del sindicato de artes gráficas de la CNT y viajaba con frecuencia a la Unión Soviética. Dolores, por su parte, adoptó varias identidades con las que operó en la clandestinidad, Clara Díez y Clara Olaso fueron algunas de ellas.Ambos se hicieron miembros de la Komintern, la Internacional Comunista.
Participaron en la revolución de octubre de 1934, que supuso la suspensión del Estatuto de Autonomía de Catalunya. Joaquín, miembro del Partido Comunista de Catalunya, fue acusado, junto con otros, de rebelión militar. Herido, fue llevado al Hospital Clínico, y de allí se fugó ayudado por Lola.

### Trabajadora de la embajada de Chile
En 1934, Lola empezaría a trabajar en Barcelona como secretaria para Neftalí Eliecer Ricardo Reyes, Pablo Neruda, cuando fue nombrado Cónsul General de Chile en Barcelona. Neruda la ayudaría a escapar a París, haciéndola pasar por miembro del cuerpo diplomático chileno y asignándole una nueva identidad, Madame Jeantet.En 1938, fue contratada bajo el nombre de Charlotte Jeantet por el Consulado General de Chile en París.Un año después, Pablo Neruda, fue nombrado «cónsul para la inmigración española con sede en París» y designó a Dolores, con el supuesto nombre de Charlotte o Carlota Jeantet, como su secretaria personal. De abril a julio de 1939, mientras Neruda realizaba las diligencias diplomáticas en favor de los refugiados españoles, Lola estuvo ayudando a confeccionar las listas de los 2.200 emigrantes que embarcarían en el barco Winnipeg rumbo a Chile, el 4 de agosto de 1939.En esa época, tanto Lola como Joaquín fueron sospechosos de pertenecer al NKVD, antigua KGB. Lo cierto es que gracias a Dolores algunos agentes secretos que el NKVD pudieron emigrar a Chile, también muchos republicanos afines a un espectro político de izquierdas más amplio.
El 5 de diciembre de 1942, serían arrestados en su domicilio, el 7 de Rue du Colonel Oudot en París, del distrito XII.En aquella época Olaso era el responsable técnico de la región de París, a cargo de armamentos y enlaces del FTP-MOI (Francotiradores y Partisanos - Mano de Obra Inmigrada) junto con Boris Holban «Roger» y Karel Stefka «Karol Matuch». Al ser interrogada Dolores dijo no conocer ni la verdadera identidad de Joaquín ni su actividad, de hecho dijo que lo conocía por el nombre de Jean Martín desde 1939, pero las Brigadas Especiales no creyeron en su inocencia. Lo que no llegaron a descubrir fue la verdadera identidad de Dolores que seguiría siendo desconocida por la policía, incluso acabada la guerra.

### Deportación a campos de concentración
Primero fueron enviados a la prisión de Fresnes, Francia, en la que entraron el 26 de julio de 1943, después, ambos serían deportados. Antes de ser enviada a Ravensbrück, Alemania, Dolores pasó por Neue Bremm.
En Ravensbrück, fue clasificada como Nacht und nebel, noche y niebla en alemán, lo que significaba que su destino final sería la cámara de gas. Fue asignada al Bloque 32 junto con otras 1.200 presas políticas, que reconocían en ella a una madre luchadora y valiente que las protegía, una mujer leal, con una voluntad de hierro. La brigadista polaca Estucha Zilberberg, diría de Charlie que era una mujer fuera de serie, un inextinguible rayo de sol, y muy valiente, asumiendo muchos riesgos al formar parte del Colectivo Internacional de Solidaridad y Resistencia (CI) del campo para hacer frente a los SS y a las jefas de los barracones.

El 2 de marzo de 1945 varias presas fueron trasladadas al campo de Mauthausen, Austria, entre ellas Lola, Ángeles Martínez (Sant Denis, 1919), Feliciana Pintos (Ávila, 1914), Herminia Martorell (Zaragoza, 1903), Carmen Zapater (Almería/Sevilla, 1912), Rosita Da Silva (Donchery, 1926) y Alfonsina Bueno y la polaca, Estucha. Angelines enfermó de tuberculosis y Lola cuidó de ella:
(...) Charlie estuvo a mi lado en todo momento. Aquel viaje espantoso duraría varios días y en el trayecto murieron muchas de nuestras amigas. Una vez mas Charlie fue mi ángel de la guarda, dándome calor con su cuerpo, abrigándome con sus ropas y dándome algo de alimento que me ponía en la boca, como se hace cuando se da de comer a un pajarillo, ya que yo estaba completamente extenuada. Llegamos a Mauthausen medio muertas casi todas, en medio de los cadáveres de nuestras compañeras fallecidas en el viaje.
La confianza que se generó entre ellas hizo que Lola le confesara a Angelines su verdadera identidad:
(...) Algún tiempo después, cuando se estableció entre nosotras un determinado clima de confianza, me confió Charlie que ella también era española nacida en Vizcaya. Era un secreto, naturalmente, puesto que ni la Gestapo conocía su verdadera identidad, ya que había sido detenida con un nombre francés Charlie Jeantet, cuando en realidad se llamaba Carlota García. Aunque nunca cometí la indiscreción de preguntarle nada de su pasado, luego supe que Carlota ocupo puestos de mucha importancia en la resistencia y también antes de entrar en ella. Se que trabajo en las filas del PC en España donde tuvo cargos que le granjearon la amistad de Margarite Montacy, colaboradora de Jacques Duclos. Siempre sospeché que Carlota desempeñó papeles de mucha responsabilidad y que, de haberse descubierto, los alemanes la hubieran exterminado rápidamente. 
En Mauthausen trabajaron de forma forzada en la cantera y transportaron piedras de 20 kilos con las que remontaron los 186 escalones de la escalera de la muerte de Gusen.Lola junto con Carmen Zapater y Estucha tuvieron que dedicarse a remover los escombros que los constantes bombardeos aliados provocaban en la estación de ferrocarril de Amstetten, a 35 kilómetros del campo central, en los que fallecieron muchas presas. Tras uno de los ataques más devastadores, las prisioneras se negaron a volver al trabajo, protagonizando la primera huelga de Mauthausen. Al respecto Estucha declaró lo siguiente: 
Nuestra desmoralización llegó a tal punto que un día decidimos negarnos a ir a sacar escombros de aquella maldita estación. Decisión que tomamos por unanimidad. Los SS estaban estupefactos, pues era la primera vez que un grupo de prisioneras se les sublevaba. 

### Liberación
El 22 de abril de 1945 fueron liberadas por la Cruz Roja. Lola y Joaquín, sobrevivieron a la deportación, pero sufrieron el ostracismo de sus camaradas que creían que Olaso había delatado a Josep Miret. Lola volvió a trabajar en el Consulado chileno, desde el que continuó ayudando a emigrar a todos los exiliados del régimen franquista. También se unió a la Federación Nacional de Deportados e Internados Patrióticos (FNDIRP). Lola asistió como testigo al juicio de Núremberg contra las carceleras de Ravensbrück, de las que decía “no son personas, son animales”.
El 31 de enero de 1954, Dolores y Joaquín murieron asfixiados por el gas de su casa en París, el número 7 de Colonel Oudot. Los compañeros de Lola en el consulado, preocupados por su ausencia, avisaron a la policía que se personó en el hogar, notificando su defunción. Existen varias hipótesis sobre su muerte: que se hubiera producido por un accidente, que fuera un suicidio o incluso un asesinato. La familia descartó la hipótesis del suicidio.

## En la literatura
Noche y niebla en los campos nazis (Espasa, 2021) de la escritora Mónica González Álvarez recoge las historias de once mujeres españolas deportadas a Ravensbrück. Además de Lola García Echevarrieta, habla de Olvido Fanjul Camín, Elisa Garrido Gracia, Neus Català Pallejà, Braulia Cánovas Mulero, Alfonsina Bueno Vela, Elisa Ricol López, Constanza Martínez Prieto, Mercedes Nuñez Targa, Conchita Grangé Beleta y Violeta Friedman.